# Épersy

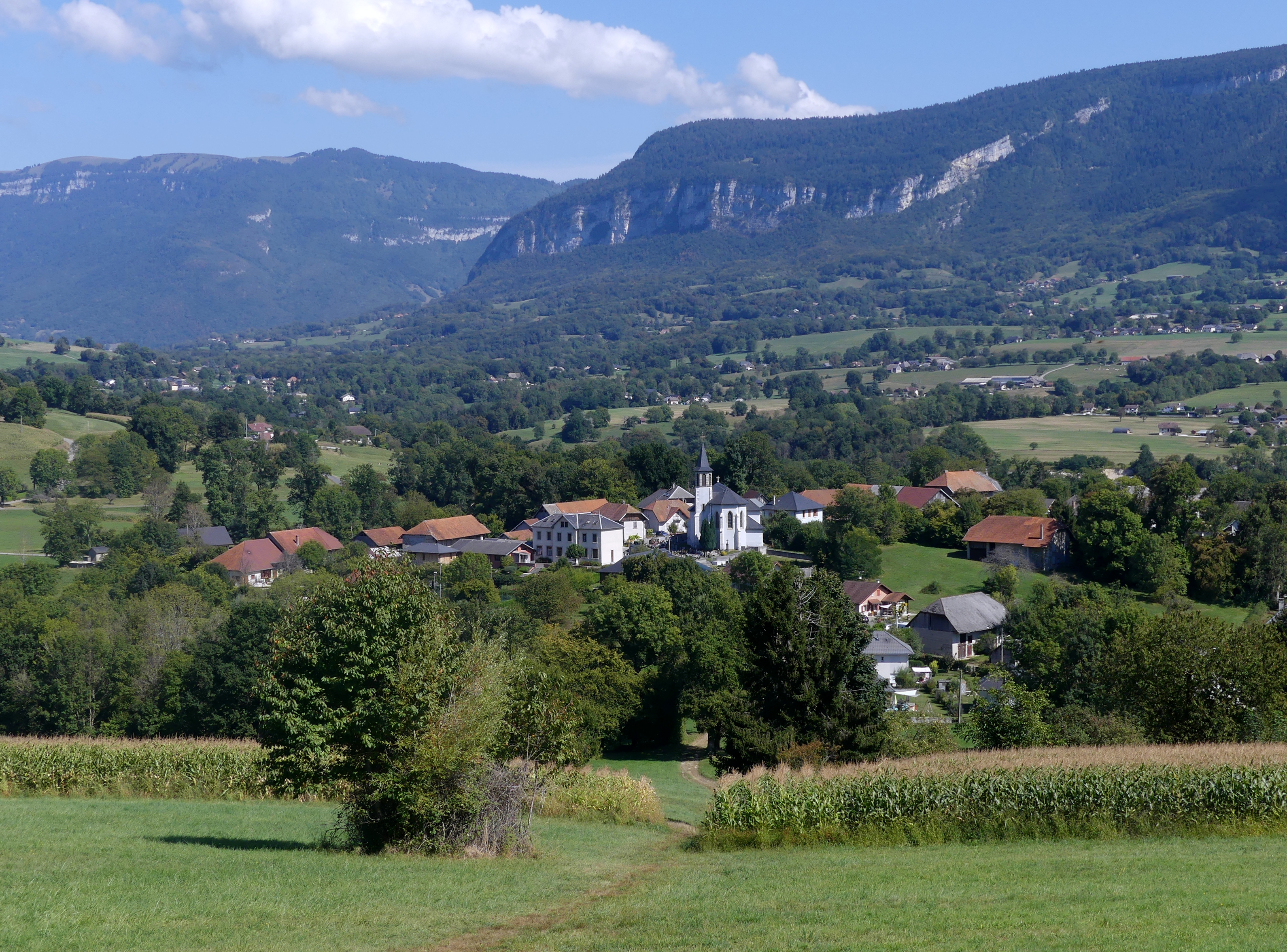
Épersy (2021)

Épersy ist eine Commune déléguée mit 412 Einwohnern (Stand 1. Januar 2022) in der Gemeinde Entrelacs im Département Savoie in der Region Auvergne-Rhône-Alpes. Sie gehörte zum Arrondissement Chambéry und zum Kanton Aix-les-Bains-1. Die Ortsbewohner von Épersy heißen auf Französisch Epersien(ne)s.
Mit Wirkung vom 1. Januar 2016 wurden die früheren Gemeinden Albens, Cessens, Épersy, Mognard, Saint-Germain-la-Chambotte und Saint-Girod zu einer Commune nouvelle mit dem Namen Entrelacs zusammengelegt.

## Geographie
Épersy liegt auf 460 m, etwa 19 km nördlich der Stadt Chambéry und 53 km südsüdwestlich der Stadt Genf (Luftlinie). Das Bauerndorf erstreckt sich im Alpenvorland westlich des Massivs der Bauges, auf einem Plateau zwischen den Tälern von Deisse und Sierre, im südlichen Albanais.
Das Gebiet liegt innerhalb des Regionalen Naturparks Massif des Bauges (frz.: Parc naturel régional du Massif des Bauges).
Zu Épersy gehörten neben dem eigentlichen Ortskern auch mehrere Weilersiedlungen und Gehöfte, darunter:
- Les Bois (450 m) am Westabhang des Hügels über dem Tal der Deisse
- Les Dagand (505 m) auf einem Vorsprung über dem Tal der Sierre

Nachbarorte von Épersy sind Mognard im Norden, Saint-Ours und Saint-Offenge im Osten, Montcel im Süden sowie Grésy-sur-Aix im Westen.

## Geschichte
Erstmals urkundlich erwähnt wird Épersy im 11. Jahrhundert unter der Bezeichnung de Spartiaco. Aus späterer Zeit sind die Namen Sparziacum (12. Jahrhundert) und Curatus Esparciaci (1426) überliefert. Der Ortsname geht auf den gallorömischen Personennamen Spartius zurück und bedeutet so viel wie Landgut des Spartius. Der Ort gehörte im Mittelalter zu einer kleinen Herrschaft in Trévignin, die wiederum im Besitz der Herren von Cessens war. Épersy blieb eine eigenständige Pfarrei neben derjenigen von Trévignin außer der Zeit von 1803 bis 1830, als die Pfarrei Épersy Teil derjenigen von Mognard war.

## Sehenswürdigkeiten
Die Dorfkirche wurde im 19. Jahrhundert im Stil der Neugotik errichtet. Typisch für Épersy sind die Steinhäuser mit gelbem Kalkanstrich und Wandverkleidung.

## Bevölkerung
| Bevölkerungsentwicklung | Bevölkerungsentwicklung |
| Jahr                    | Einwohner               |
| ----------------------- | ----------------------- |
| 1962                    | 162                     |
| 1968                    | 166                     |
| 1975                    | 168                     |
| 1982                    | 192                     |
| 1990                    | 242                     |
| 1999                    | 290                     |
| 2006                    | 303                     |
| 2011                    | 346                     |

Nachdem die Einwohnerzahl im 20. Jahrhundert rückläufig war, wurde seit Mitte der 1970er Jahre dank der schönen Wohnlage wieder eine deutliche Bevölkerungszunahme verzeichnet.

## Wirtschaft und Infrastruktur
Épersy war bis weit ins 20. Jahrhundert hinein ein vorwiegend durch die Landwirtschaft geprägtes Dorf. Daneben gibt es heute verschiedene Betriebe des lokalen Kleingewerbes. Mittlerweile hat sich das Dorf auch zu einer Wohngemeinde entwickelt. Viele Erwerbstätige sind Wegpendler, die in den größeren Ortschaften der Umgebung sowie im Raum Chambéry und Annecy ihrer Arbeit nachgehen.
Die Ortschaft liegt abseits der größeren Durchgangsstraßen. Die Hauptzufahrt erfolgt von der Departementsstraße D911, die von Grésy-sur-Aix nach Cusy führt. Weitere Straßenverbindungen bestehen mit Mognard und Saint-Ours. Der nächste Anschluss an die Autobahn A41 befindet sich in einer Entfernung von rund 5 km.